# Juonniite
La juonniite è un minerale. Ha struttura analoga alla segelerite e all'overite.

## Etimologia
Prende il nome dal fiume russo Juonni, che bagna l'area del deposito di Kovdor, nella penisola di Kola